# Sonický šroubovák
Sonický šroubovák je fiktivní multifunkční nástroj v britském fantasy/sci-fi televizním seriálu Doctor Who a jeho spin-offech, používaný ústřední postavou seriálu, Doktorem. Stejně jako TARDIS se stal jednou z ikon seriálu. Sonický šroubovák má i spoustu jiných variant, známých jako sonická zařízení: sonický blaster, sonická rtěnka, sonické pero a sonické brýle, používané jako náhrada za sonický šroubovák v deváté sérii dvanáctým Doktorem (Peter Capaldi).
Sonický šroubovák byl poprvé představen v roce 1968 v příběhu Fury from the Deep a byl použit ještě dvakrát (The Dominators a The War Games) druhým doktorem. Stal se oblíbeným nástrojem třetího a čtvrtého doktora.
Sonický šroubovák funguje na základě zvukových vln, záření, vlnových délek, frekvencí, signálů a elektromagnetismu.
V celém seriálu bylo použito mnoho verzí sonického šroubováku. Zatímco šroubovák druhého doktora vypadal jako primitivní baterka, další verze byly již vizuálně lepší.
Dvanáctý doktor daruje svůj šroubovák malému chlapci na bojišti, aby si zachránil život. Netuší však, že daroval svůj šroubovák mladému Davrosovi, stvořiteli Daleků. V poslední epizodě deváté série dostal Doktor nový sonický šroubovák náhradou za své dočasné sonické brýle. Dvanáctý Doktor si nakonec nechal od TARDIS vytvořit nový šroubovák. Třináctý Doktor si v jejím prvním díle vytvoří sama šroubovák v opuštěné dílně v Sheffieldu. Vyrobí jej díky kombinaci sheffieldské oceli - lžic a také mimozemské technologie Tzim-Sha z rasy Stenza, který je hlavním antagonistou prvního dílu 11. série.